# Segu (região)
Segu (em francês: Ségou) é uma região do Mali. Sua capital é a cidade de Segu.

## Circunscrições

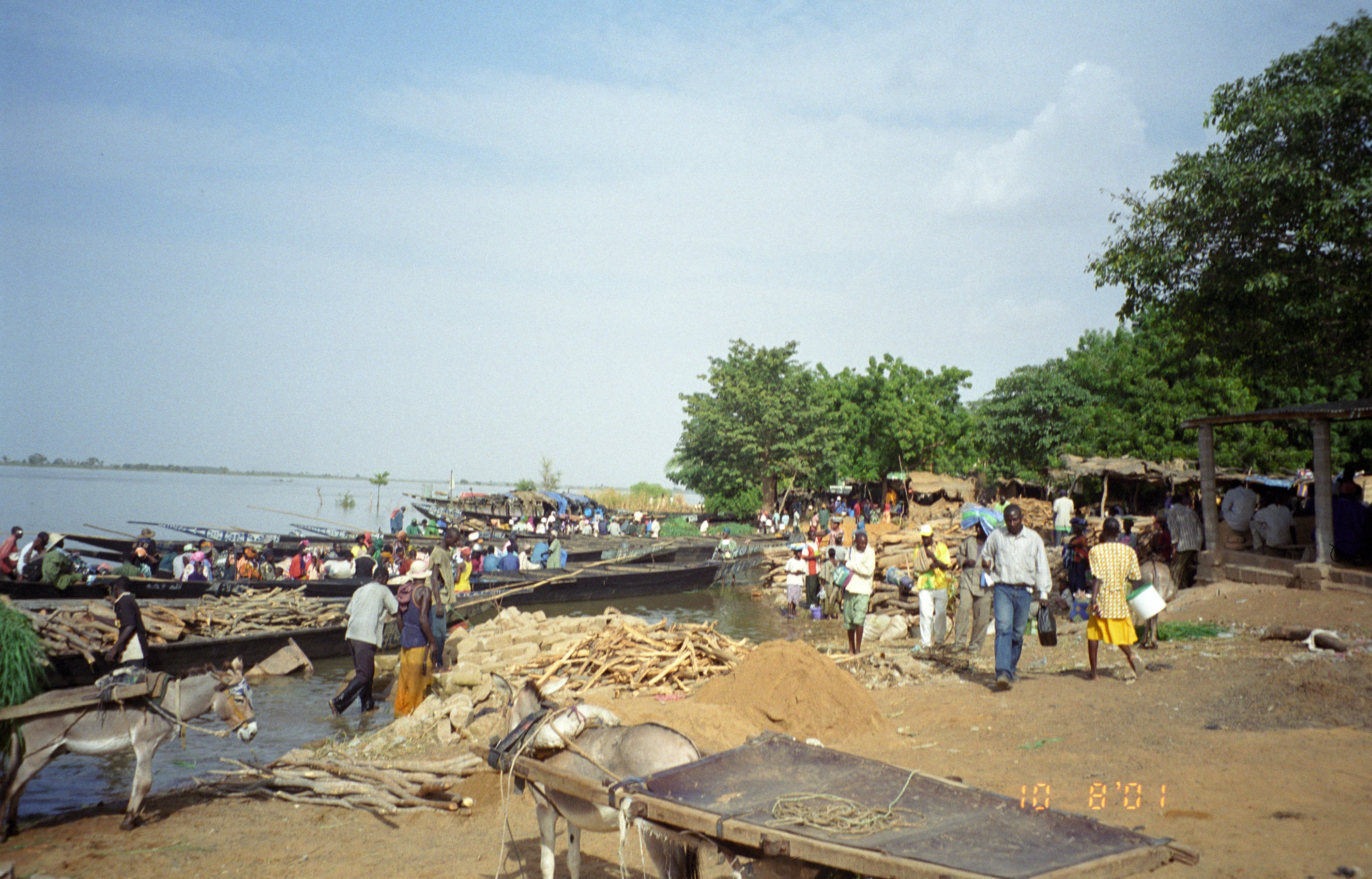
Mercado de Segou

- Bla
- Barueli
- Macina
- Niono
- Segu
- San
- Tominian